# Gustaf Kilman
Gustaf Olof Falhem Kilman (Ytterby, 9 de julio de 1882-Gotemburgo, 21 de febrero de 1946) fue un jinete sueco que compitió en la modalidad de salto ecuestre. Participó en dos Juegos Olímpicos de Verano en los años 1912 y 1920, obteniendo una medalla de oro en Estocolmo 1912 en la prueba por equipos.

## Palmarés internacional
| Juegos Olímpicos | Juegos Olímpicos   | Juegos Olímpicos | Juegos Olímpicos |
| Año              | Lugar              | Medalla          | Categoría        |
| ---------------- | ------------------ | ---------------- | ---------------- |
| 1912             | Estocolmo (Suecia) | Medalla de oro   | Por equipos      |